# Torneo Internacional Challenger Leon 2005
Il Torneo Internacional Challenger Leon 2005 è stato un torneo di tennis facente parte della categoria ATP Challenger Series nell'ambito dell'ATP Challenger Series 2005. Il torneo si è giocato a León in Messico dal 28 marzo al 3 aprile 2005 su campi in cemento.

## Vincitori

### Singolare
Jo-Wilfried Tsonga ha battuto in finale  Glenn Weiner con il punteggio di 7–5, 7–5

### Doppio
Jeff Coetzee /  Mark Merklein hanno battuto in finale  Jason Marshall /  Huntley Montgomery 6–4, 4–6, 6–3